# أري لاتي
أري لاتي (بالفنلندية: Ari Lahti)‏ هو شخصية أعمال فنلندي، ولد في 1963.